# Angela Davis
Angela Davis (n. 26 ianuarie 1944, Birmingham, Alabama, SUA) este o activistă și comunistă americană.
A deținut funcția de lider al Partidului Comunist din SUA și a menținut relații strânse cu Black Panther Party.
Studiile sale un avut ca temă: feminismul, problemele afro-americanilor, marxismul, situația prizonierilor și a deținuților.
În 1970 a fost arestată în New York, În 1991 a devenit profesor universitar în cadrul Universității Santa Cruz, California.